# آبنبات (ترانه دوجا کت)
«آبنبات» (به انگلیسی: Candy) ترانه‌ای از رپر و خواننده آمریکایی دوجا کت برای اولین آلبومش، امالا (۲۰۱۸) می‌باشد که به‌عنوان دومین تک‌آهنگ آلبوم در ۲۳ مارس ۲۰۱۸ از سوی کموساب و آرسی‌ای منتشر گردید.